# Saint-Maurice-aux-Forges
Saint-Maurice-aux-Forges – miejscowość i gmina we Francji, w regionie Grand Est, w departamencie Meurthe i Mozela.
Według danych na rok 1990 gminę zamieszkiwały 72 osoby, a gęstość zaludnienia wynosiła 22 osób/km² (wśród 2335 gmin Lotaryngii Saint-Maurice-aux-Forges plasuje się na 973. miejscu pod względem liczby ludności, natomiast pod względem powierzchni na miejscu 1155.).